# Thamnolaea coronata
Thamnolaea coronata és una espècie d'ocell de la família dels muscicàpids (Muscicapidae) pròpia de les muntanyes de l'Àfrica occidental i el nord de l'Àfrica central. Es troba a les muntanyes i zones rocoses d'una àmplia franja al sud del Sàhara, que s'estén d'oest a est des del sud de Mauritània i l'est del Senegal, fins al Sudan i el Sudan del Sud. Viu a les muntanyes rocoses, inselbergs, penya-segats i escarpadures de la sabana.

## Taxonomia
Segons la llista mundial d'ocells del Congrés Ornitològic Internacional (versió 12.1, gener 2022) aquest tàxon té la categoria d'espècie. Tanmateix, altres obres taxonòmiques, com el Handook of the Birds of the World i la quarta versió de la BirdLife International Checklist of the birds of the world (Desembre 2019), el consideren encara una subespècie del còlit roquer (Thamnolaea cinnamomeiventris coronata).